# Бабин Яр
Ба́бин Яр — урочище (парк) на північно-західній околиці Києва. Простягається від Кирилівської вулиці в напрямку вулиці Юрія Іллєнка між Кирилівською церквою і вулицею Олени Теліги.
Перша згадка — у 1401, коли володарка цієї землі жінка-шинкарка («баба») продала її Домініканському монастирю. У XV—XVII ст. згадується також як урочище Бісова баба, Шалена баба. Саме неподалік Бабиного Яру стоїть найдавніша Кирилівська церква XII ст. Поруч з урочищем розміщувалась велика залізнична товарна станція «Лук'янівка». Рельєф місцевості протягом середини XX століття змінився до невпізнання, передусім через здійснене у 1950-х роках заповнення відрогів яру пульпою відходів Петровських цегляних заводів — події, що призвела до Куренівської трагедії. Колись по дну яру протікав струмок, нині взятий у колектор по всій течії. 
Бабин Яр став широковідомим в Україні та поза її межами як місце поховання великої кількості жертв (у тому числі й Голодомору), та передусім через масові розстріли у 1941–1943 роках різних національностей здійснені німецьким окупаційним командуванням під час Другої світової війни.
На території Бабиного Яру планується зведення Меморіалу: зараз два найімовірніші проєкти — це приватний проєкт, спонсорований російськими олігархами, Меморіальний центр Голокосту «Бабин Яр» та Національний історико-меморіальний заповідник «Бабин Яр».

## Історія

### Жертви Голодомору 1932—1933
Під час Голодомору 1932—1933, ініційованого радянською владою для знищення українського населення у 1932–1933 роках, тисячі замордованих голодом людей в Києві й околицях поховали у Бабиному Яру.

### Жертви Голокосту 1941—1943

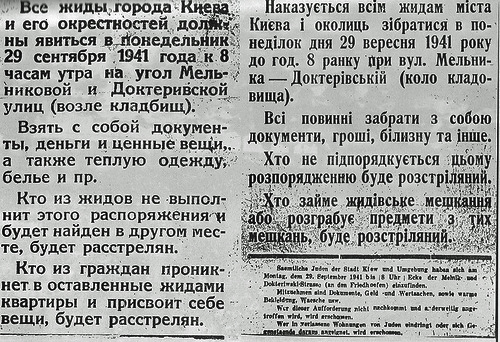
Оголошення німецького командування

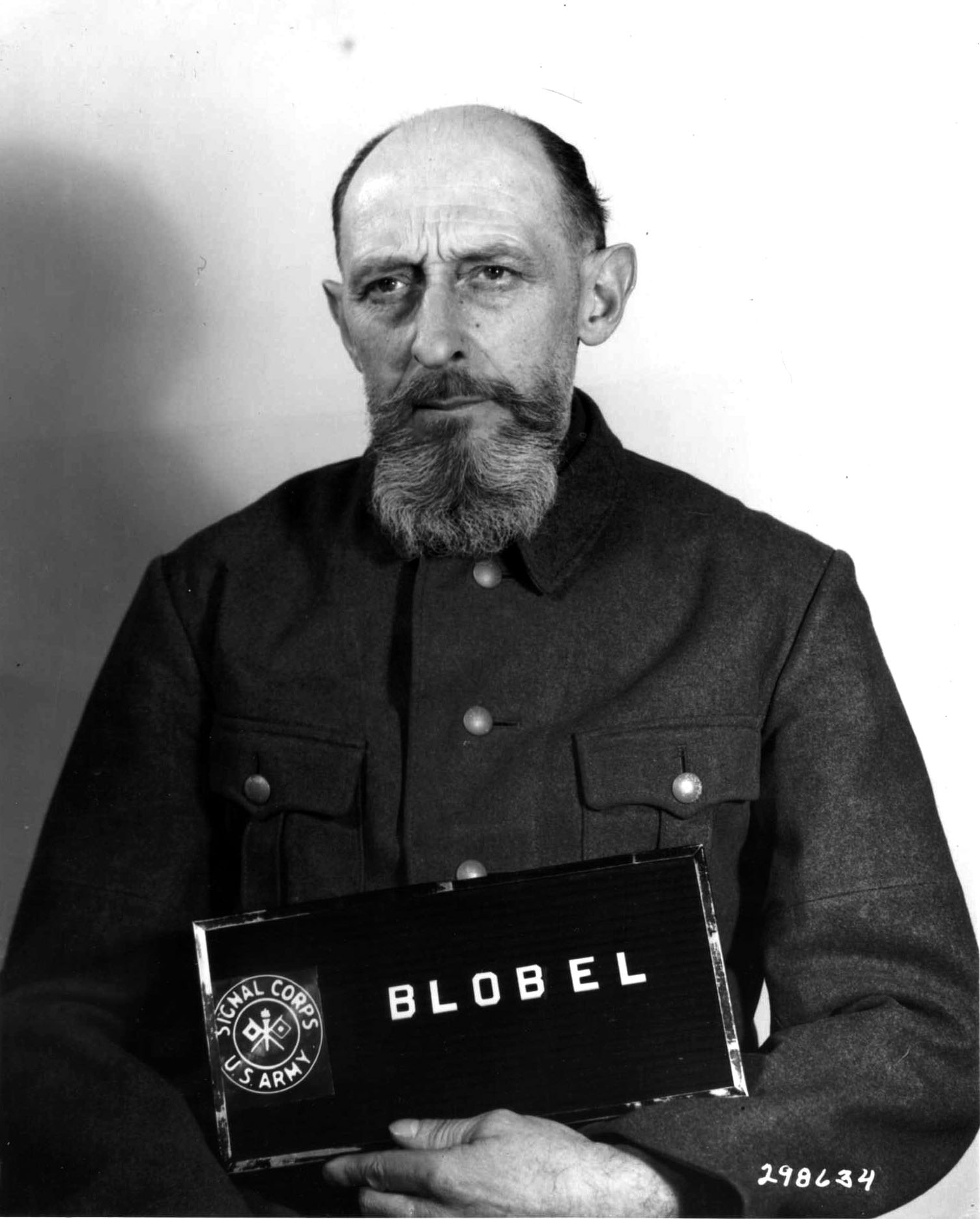
Командир Зондеркоманди 4а Пауль Блобель

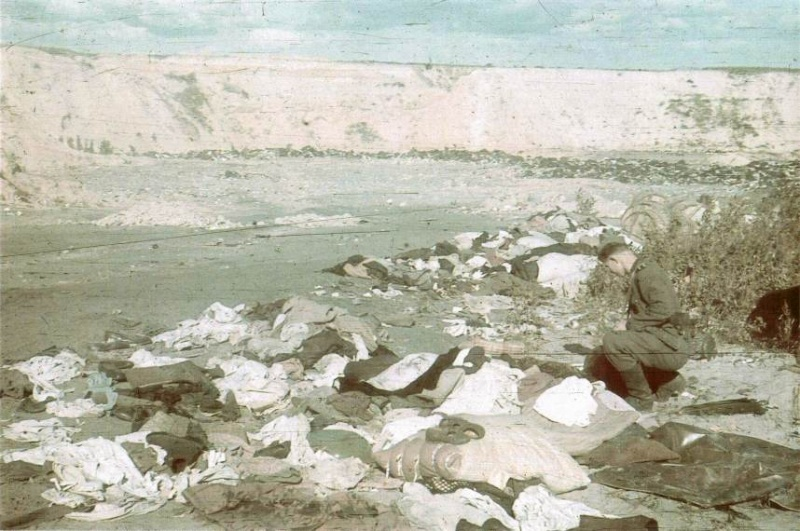
Есесовець риється в речах розстріляних в Бабиному Яру

Під час німецької окупації Києва у 1941—1943 роках Бабин Яр став місцем масових розстрілів німецькими окупантами мирного населення і радянських військовополонених; євреїв і циган — за етнічною ознакою, а також партійних та радянських активістів, підпільників, членів Організації українських націоналістів (переважно членів ОУН-м), заручників, «саботажників», порушників комендантської години та інших. Лише за два дні 29 та 30 вересня 1941 року там розстріляли майже 34 000 євреїв. Перший розстріл відбувся 27 вересня 1941 року, коли розстріляно 752 пацієнтів психіатричної лікарні ім. Івана Павлова, яка розміщувалась безпосередньо біля Бабиного Яру. Точне місце розстрілу невідомо.
24 вересня 1941 року на Хрещатику радянськими диверсантами були підірвані будинки, у яких розташовувалися представники окупаційної влади. В наступні дні, вибухами й пожежею було знищено близько 940 великих житлових і адміністративних будівель. У звіті представника імперського міністерства окупованих східних областей від 5 жовтня 1941 року говорилося, що пожежа поширилася на площі 2 000 м², без даху над головою залишилося близько 50 000 осіб. Націонал-соціалісти використали це як привід для знищення єврейського населення, звинувативши їх в диверсійній діяльності.
Наприкінці вересня 1941 року зондеркоманда захопила дев'ять провідних рабинів Києва і наказала їм зробити оголошення: «Після санітарної обробки всі євреї й їхні діти, як елітна нація, будуть переправлені в безпечні місця…»
27–28 вересня на стінах будинків, огорожах і стовпах були розміщенні оголошення з текстом українською, російською і німецькою мовами: «Всі євреї міста Києва і його околиць повинні з'явитися в понеділок 29 вересня 1941 року до 8 години ранку на ріг Мельникової і Дегтярівської вулиць (біля кладовища). Взяти з собою документи, гроші, цінні речі, а також теплий одяг, білизну тощо. Хто з євреїв не виконає цього розпорядження і буде знайдений в іншому місці, буде розстріляний. Хто з громадян проникне в залишені квартири і привласнить собі їх речі, буде розстріляний». Найбільший шрифт був російською мовою, український текст був надрукований шрифтом менше, а найдрібніший був німецький. Маса людей рухалася на вул. Мельникова. У кінці вулиці, біля протитанкового рову, загородженого «їжаками», була поставлена «застава», за якою розгорнута похідна канцелярія. Почергово від натовпу відділяли 30–40 осіб і під конвоєм вели «реєструватися». Відбирали всі документи та цінності. Документи в поспіху кидали в мішки, а то і просто на землю. Потім євреїв примушували роздягатися і через проходи в насипі виводили до краю яру, на протилежному боці якого, на спеціально обладнаній дерев'яній платформі сидів кулеметник, що вів вогонь по натовпу.

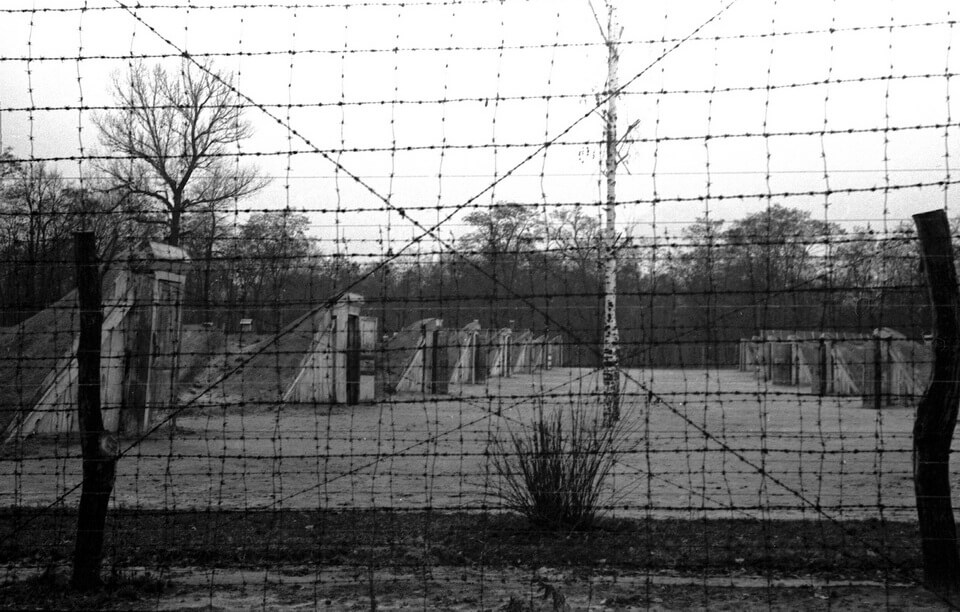
Сирецький концтабір

За кілька днів після розстрілів Бабин Яр відвідав німецький фотограф Йоганнес Геле. Він зробив світлини того, як солдати СС розбирають речі розстріляних, а військовополонені під їх командою закопують яр.
1943 або 1944 роком датовано фотографію, яка зберігається у Національному музеї історії України у Другій світовій війні. На ній зображено вкрите снігом урвище, з крутими схилами майже без рослинності. Унизу — п'ять постатей — на повний зріст, у зимовому одязі. На зворотньому боці написано (рос): «Бабий яр. Г. Киев. Место расстрела советских граждан, жителей Киева, в 1941—1943 гг».

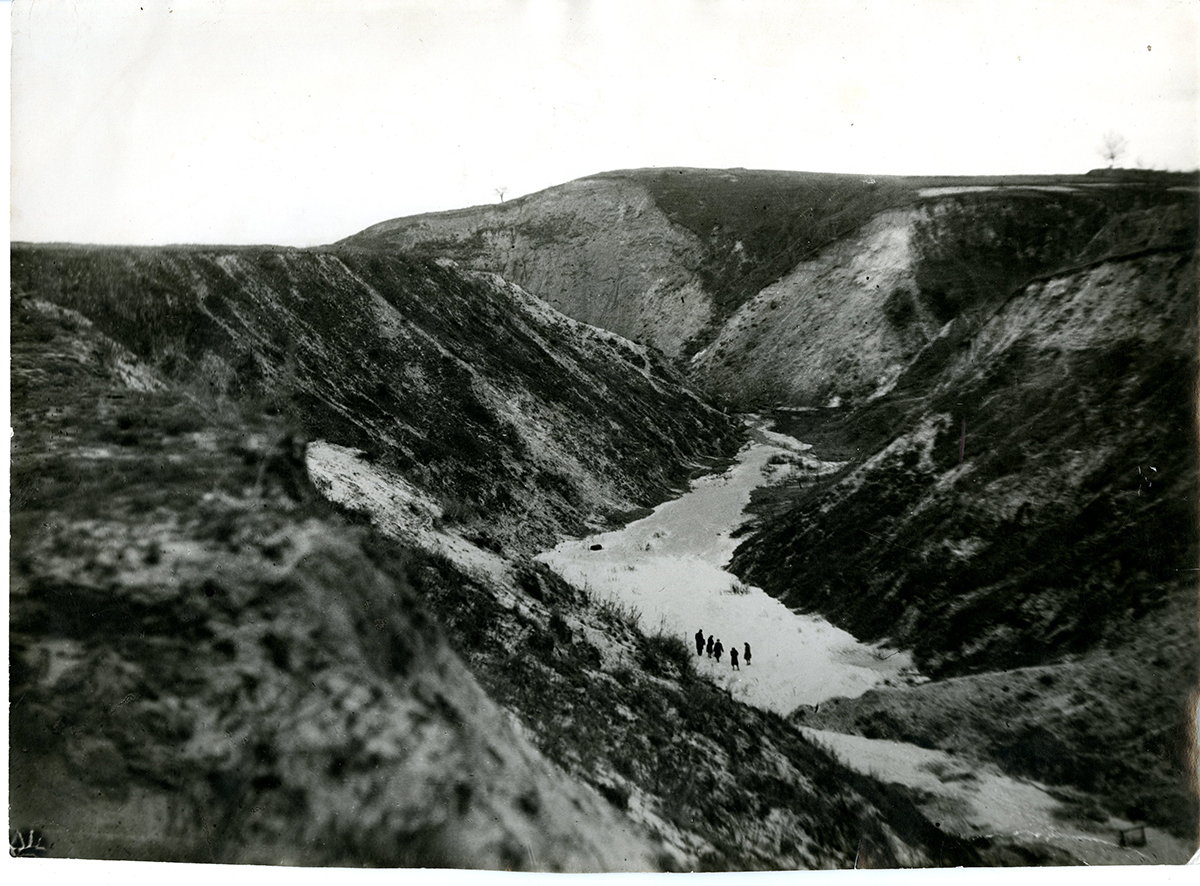
Бабин Яр. Загальний вигляд місця масових розстрілів

Масові розстріли у Бабиному Яру та розташованому поруч із ним Сирецькому концтаборі проводилися до повторної окупації більшовиками. Зокрема, 10 січня 1942 було страчено близько 100 матросів і командирів Дніпровського загону Пінської військової флотилії, а 18 лютого 1943 — трьох футболістів київського «Динамо»: Миколу Трусевича, Івана Кузьменка та Олексія Клименка (за деякими даними частина футболістів були службовцями НКВС, що і стало причиною розстрілу), що дало привід для створення після війни легенди про так званий «матч смерті».
У 1941—1943 роках у Бабиному Яру розстріляно 621 члена ОУН, серед них і відому українську поетесу Олену Телігу разом із чоловіком. Згідно інших джерел, ув'язнених гестапо також страчувало у приміщеннях своєї установи (вул. Володимирська, 33; нині — головна будівля СБУ), відтак захоронення, як і в часи терору НКВД, здійснювалися, зокрема, на Лук'янівському кладовищі у братських могилах.[джерело?]
Кількість знищених у Бабиному Яру достоменно невідома, наводяться цифри від 70 000 до 150 000 осіб. У 1946 на Нюрнберзькому процесі радянською владою наводилася оцінка близько 100 000 осіб, згідно з висновками спеціальної державної комісії для розслідування нацистських злочинів під час окупації Києва.
За даними історика, провідного наукового співробітника Музею історії Києва, відповідального секретаря Громадського комітету для вшанування пам'яті жертв Бабиного Яру Віталія Нахмановича, за весь час німецької окупації у Бабиному Яру були розстріляно 90–100 000 людей, з них приблизно 65–70 000 євреїв.

### Виконавці розстрілів
Трибуналом по айнзацгрупах (англ. The Einsatzgruppen Case) встановлено, що розстріли 29 та 30 вересня 1941 року в Бабиному Яру виконувала Зондеркоманда 4а Айзнатцгрупи С під керівництвом штандартенфюрера СС Пауля Блобеля за підтримки 45-го і 303-го батальйонів (нім. Polizei-Bataillon) німецької поліції порядку (нім. Ordnungspolizei) полку поліції «Південь». Військовослужбовці Зондеркоманди 4а та 45-го батальйону німецької поліції порядку прийняли безпосередню участь у розстрілах. Військовослужбовці 303-го батальйону німецької поліції порядку в цей час охороняли зовнішній периметр місць розстрілів.
Вище згадані 45 і 303 батальйони німецької поліції порядку (нім. Ordnungspolizei) — це військові підрозділи Третього Рейху, у яких служили тільки німці й які були сформовані на території Німеччини до початку війни з СРСР. Ці 45 і 303 батальйони німецької поліції порядку (нім. Ordnungspolizei) разом з іншими німецькими батальйонами поліції порядку брали участь в злочинах Голокосту на окупованих німцями територіях. За свідченнями штандартенфюрера СС Пауля Блобеля під час трибуналу та за підтвердженням 106 звіту айнзатцгруп, українська міліція (українська допоміжна поліція) вивісила оголошення у Києві.
Відповідно до документів та свідчень очевидців, місцева українська допоміжна поліція, яка складалась в основному з полонених радянських військовослужбовців, які погодились співпрацювати з нацистами, та місцевих жителів, не брала безпосередньої участі в розстрілах, поліцейські вивішували оголошення в Києві, разом з німцями охороняли проходи, якими приречені йшли на страту, сортували, охороняли і завантажували на машини одяг та речі євреїв. Українська допоміжна поліція в цей час ще перебувала в процесі формування з полонених радянських військовослужбовців і місцевих жителів. З інших свідчень очевидців розстрілів у Бабиному Яру можна знайти інформацію, що не поліцейські, а гітлерівці гнали евреїв «коридором» та проходами на страту, на фотографіях видно, як есесовці після розстрілів перебирали речі розстріляних.
За версією історика Владислава Гриневича, який є співавтором книги «Бабин Яр: історія і пам'ять», українська допоміжна поліція на час масових розстрілів у Бабиному Яру складалася з 150 колишніх радянських військовослужбовців, які погодились співпрацювати з німцями, та 50 мельниківців (членів ОУН(м)). Німці не хотіли, щоб українська допоміжна поліція перебувала в Бабиному Яру на час масових розстрілів для того, щоб поліцейські не розказали місцевим мешканцям, що відбувається в Бабиному Яру. Німці на окупованих територіях озброювали українську допоміжну поліцію дуже обмеженою кількістю гвинтівок та патронів до них, не включаючи до озброєння кулеметів, з яких проводилися розстріли у Бабиному Яру. Необов'язково під словом «поліцейський» в контексті трагедії в Бабиному Яру необхідно розуміти українського поліцейського, оскільки значну частину поліцейських становили саме німці.
У публіцистичних статтях різних авторів можна знайти документально не підтверджену інформацію, тобто міф, про участь українців у розстрілах, зокрема Буковинського куреня (якого взагалі на той час не було в Києві). Існує документ, який свідчить про те, що жодні підрозділи Буковинського куреня до та під час розстрілів у Бабиному Яру в кінці вересня 1941 року не прибували.
Характерно, щоб применшити власну вину в масових убивствах, вчинених айнзатцгрупами, керівники айнзатцгруп та зондеркоманд під час судового процесу («The Einsatzgruppen Case») описували та наголошували на участі у вбивствах інших допоміжних військових підрозділів, що безпосередньо не входили у структури айнзатцгруп і за акції яких вони не могли нести відповідальності, однак при цьому вони жодного разу не згадали про участь підрозділів української міліції (поліції) у розстрілах у Бабиному Яру, що не заважає російській пропаганді посилатися на процес у цій вигадці.

### Куренівська трагедія 1961 року
П'ятирічний план реконструкції Києва 1936–1940 років передбачав створити на всій території Бабиного Яру парк. А 20 листопада 1940 року виконком Київради ухвалив рішення № 105/6: «Затвердити під будівництво лижної бази і трампліну територію Бабиного Яру, який раніше використовувався під (військовий) табір і стрільбище».
Закінченню будівництва завадила війна. Бабин Яр став братською могилою понад 100 000 людей, розстріляних нацистами у 1941–1943 роках: євреї, цигани, військовополонені, моряки Дніпровського загону, радянські підпільники, активісти ОУН та інші, кого Третій рейх мав за ворогів.
У березні 1945 уряд УРСР спільно з ЦК КП(б)У ухвалив постанову «Про спорудження монументального пам'ятника на території Бабиного Яру». У 1947 році «пам'ятник жертвам фашистського терору в Бабиному Яру» внесли до Плану відновлення і розвитку Києва на 1948–1950 роки. Але розпочата у 1948 році урядом СРСР антисемітська кампанія «боротьби з космополітами» унеможливила появу монумента, адже переважна більшість жертв Бабиного Яру — євреї. Тоді можновладці звернулись до довоєнного проєкту парку.
У 1950 році прийняли рішення заповнити Бабин Яр відходами виробництва Петровських цегляних заводів для створення плаского рельєфу та прокладення через яр транспортних шляхів і влаштування тут парку. Після перекриття яру земляною дамбою почалося закачування до нього пульпи. Дамба не відповідала проєктним параметрам і нормам безпеки, а пропускна спроможність дренажної системи була недостатньою для відведення надлишків води. 13 березня 1961 року дамба не витримала навантаження, і селевий потік висотою приблизно до 14 м ринув на Куренівку. Офіційні джерела применшували масштаби катастрофи, повідомляючи про загибель лише 145 людей, але насправді, за оцінками сучасних істориків, кількість загиблих сягала приблизно 1 500 людей.
Після катастрофи у відрогах Бабиного Яру ще залишалося понад три мільйони кубічних метрів пульпи. Для продовження робіт із заповнення яру споруджено капітальну бетонну дамбу, прокладено новий потужний водогін для відводу води та вжито інших заходів безпеки. Частина пульпи, що вихлюпнулася на Куренівку, вже у затверділому стані поверталася самоскидами назад і використовувалася для засипання яру.
Згодом через заповнену частину яру було прокладено дорогу з Сирця на Куренівку (частина нинішньої вул. Олени Теліги), влаштовано парк.

## Вшанування

### Історія створення меморіалу

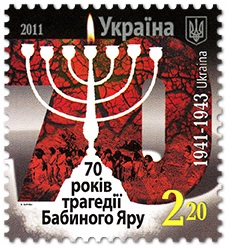
Поштова марка України 2011 року, випущена на вшанування 70-ї річниці трагедії Бабиного Яру

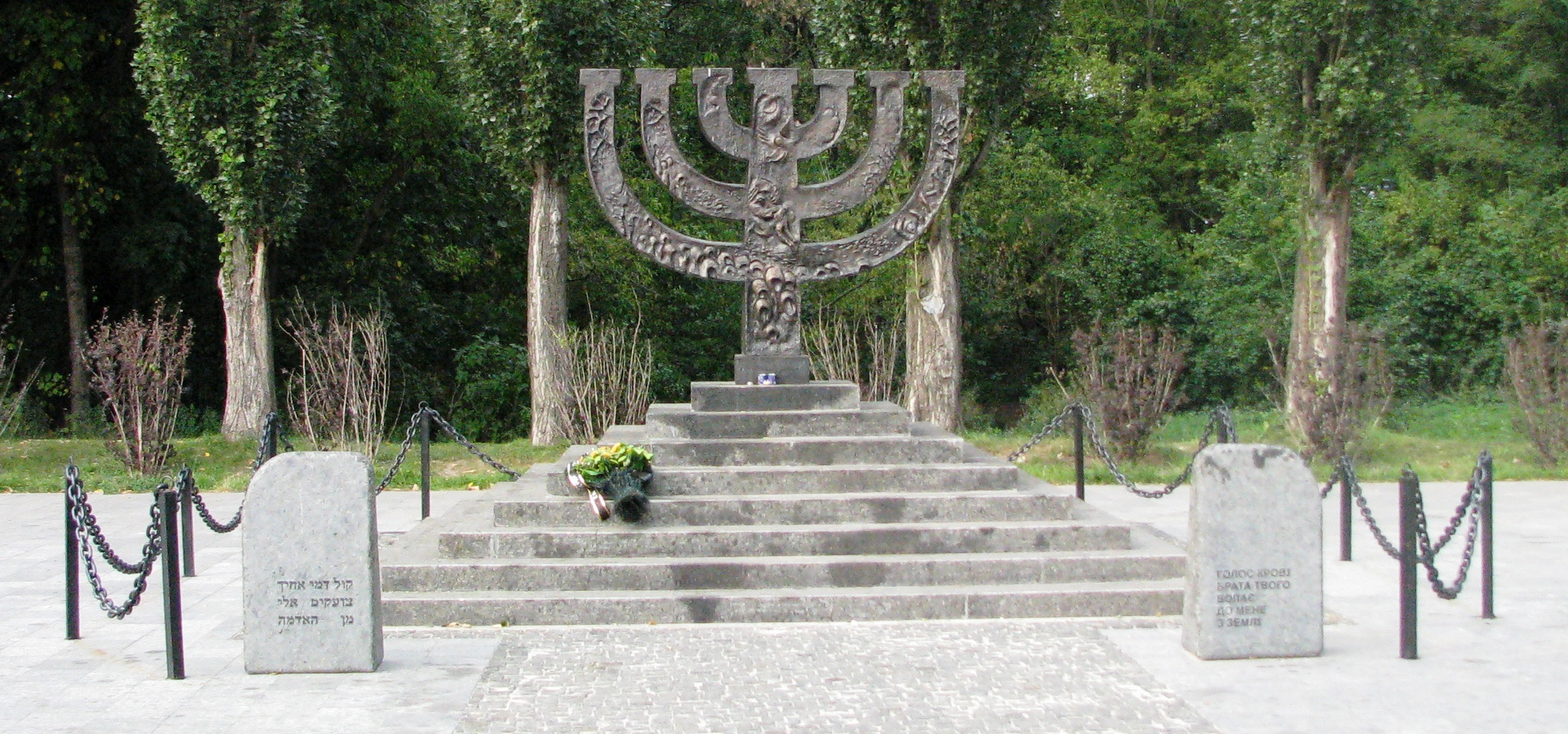
Пам'ятник розстріляним євреям «Менора»

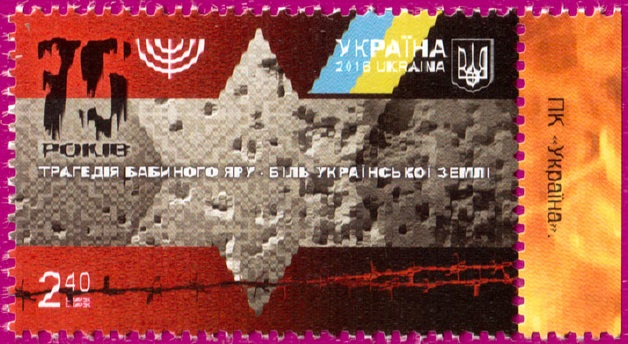
Поштова марка України 2016 року, випущена на вшанування 75-ї річниці трагедії Бабиного Яру

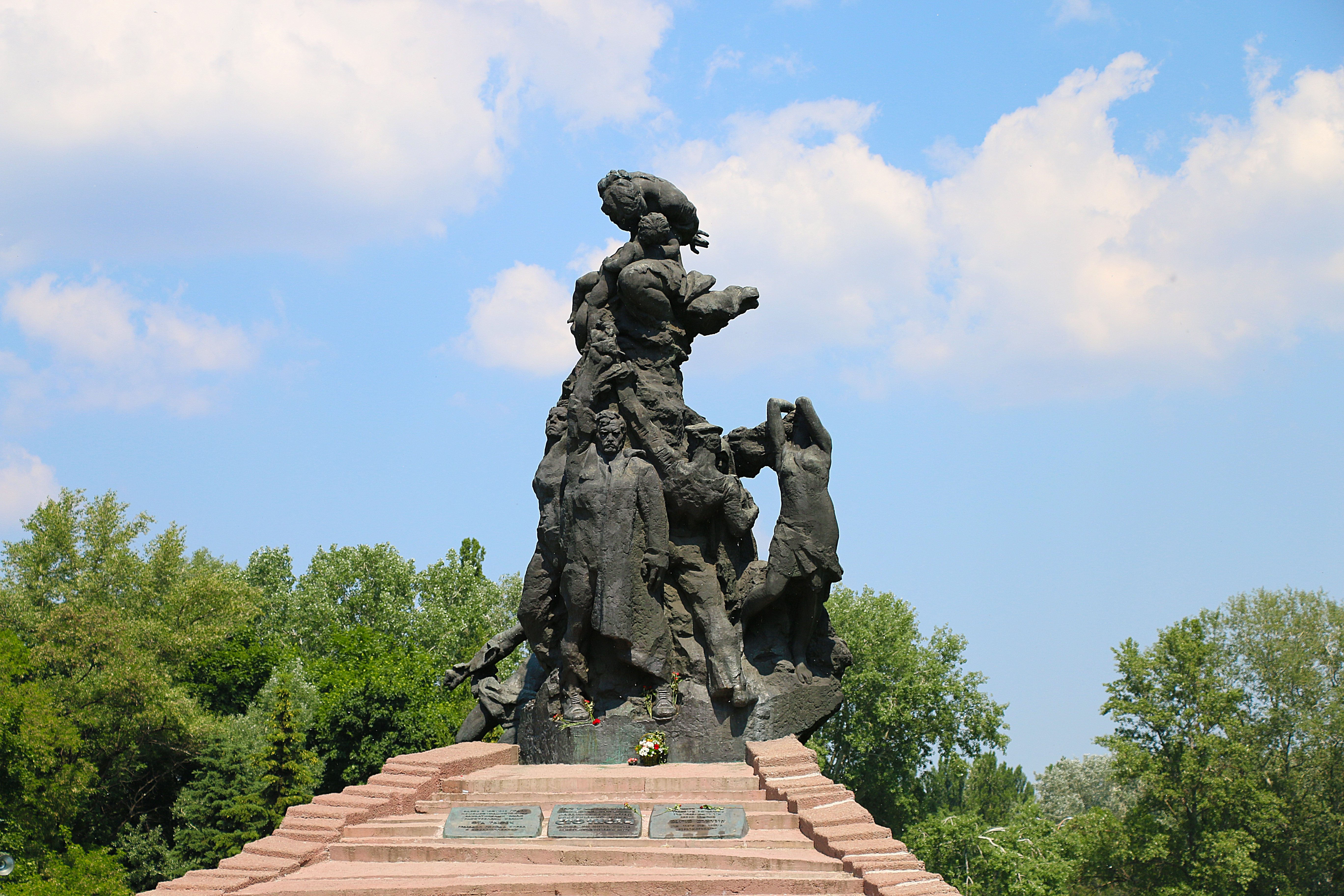
Радянський монумент 1976 року

Пам'ятник «Діти — жертви Бабиного Яру»

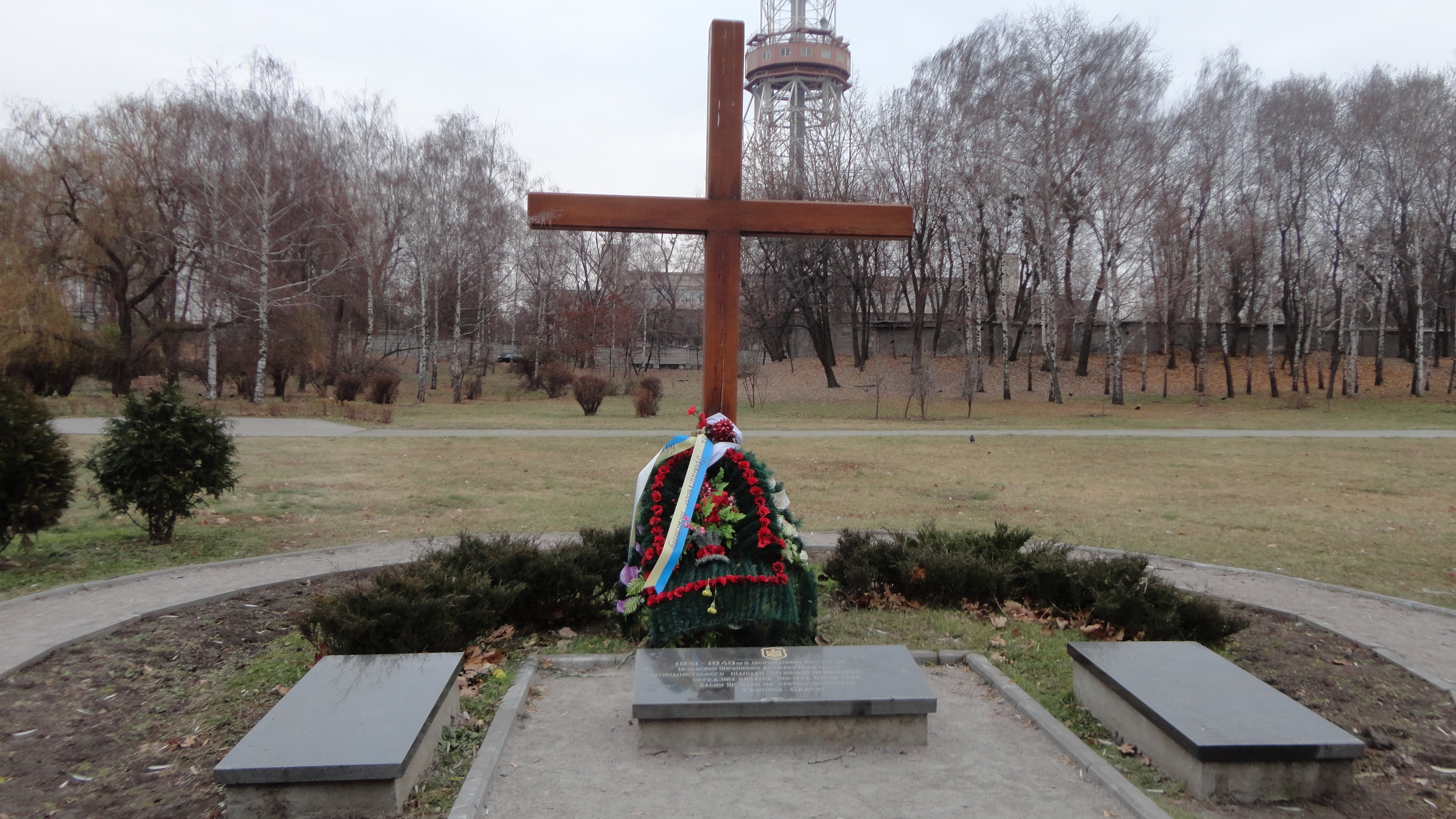
Дерев'яний хрест у пам'ять про 621 розстріляного члена ОУН. Відкрито 1992. Замінено на кам'яний у 2016 році

Тривалий час радянська влада намагалася замовчати трагедії Голодомору, Голокосту та Куренівки, що сталися в різні роки у Бабиному Яру. У 1965 році був оголошений закритий конкурс на найкращий пам'ятник жертвам Бабиного Яру: найкращими були визнані проєкти відомих київських архітекторів Йосипа Каракіса та Авраама Мілецького[неавторитетне джерело]. Однак представлені проєкти «не вписувалися» у світогляд тодішньої влади, і конкурс закрили, а в жовтні 1966 року в сквері в південній частині яру був встановлений зовсім інший гранітний обеліск. Пізніше у 1976 році було встановлено перший пам'ятник жертвам у Бабиному Яру, частково через привертання уваги громадськості до проблеми відсутності меморіалу жертвам у Бабиному Яру під час мітингу 29 вересня 1966 року за участю відомих дисидентів Івана Дзюби та Віктора Некрасова. Пам'ятник радянським громадянам та військовополоненим солдатам і офіцерам Радянської армії, розстріляним німецькими нацистами у Бабиному яру, що було врешті відкрито у 1976 році, було збудовано на місці обеліска 1966 року[неавторитетне джерело]. Відкриття пам'ятника було зустрінуте жорсткою критикою євреїв поза межами СРСР за те, що євреї не були згадані особливо.
У 2002–2005 роках американська єврейська організація «Джойнт» планувала створити у Бабиному Яру меморіальний проєкт «Спадщина», що передбачав будівництво громадського центру на місці розстрілів у Бабиному Ярі. Через протидію цьому проєкту як серед українських єврейських організацій, так і серед українських державних органів влади, проєкт так і не втілився і все що від нього залишилося — це пам'ятний камінь, на встановленні якого був присутній і тодішній президент Леонід Кучма. За різними непрямими даними, перед закриттям проєкту НУО «Джойнт» витратило близько 5 млн доларів на його розробку.
У березні 2007 року на території Бабиного Яру було створено Національний історико-меморіальний заповідник «Бабин Яр» з метою вшанування та увічнення пам'яті жертв війни і політичних репресій. На базі Національного історико-меморіального заповідника «Бабин Яр» планується створення Меморіального центру «Бабин Яр», проєкт якого у лютому 2019 році представили українській громадськості українські історики Інституту історії України НАН.
У вересні 2016 році російські олігархи Михайло Фрідман, Павло Фукс та Герман Хан ініціювали створення приватного Меморіальний центр Голокосту «Бабин Яр» (МЦГБЯ) на території Бабиного Яру. Цей проєкт викликав суттєві застереження у представників наукової спільноти та єврейської громади України через накинуту російськими спонсорами-замовниками олігархами Фрідманом, Фуксом, та Ханом неприйнятну антиукраїнську ідеологію меморіалу. Проєкт назвали «троянським конем» російського президента Володимира Путіна, з допомогою якого він збирається нав'язувати світові російський антиукраїнський наратив, що українці антисеміти, націоналісти, фашисти, та нацисти. У жовтні 2018 року висловлено пропозицію створити на території Бабиного Яру Меморіальний квартал за аналогією з Музейним кварталом у Відні. У травні 2020 року з закликом до української влади зупинити антиукраїнський проєкт меморіалу про Бабин Яр спонсорований за гроші російських олігархів у часи російської військової агресії в Україні виступили понад 750 українських інтелектуалів.

### Перелік пам'ятників на території Бабиного Яру
У Бабиному Яру та поблизу нього встановлено понад 25 пам'ятників і пам'ятних знаків, зокрема:
- Пам'ятник радянським громадянам та військовополоненим солдатам і офіцерам Радянської армії, розстріляним німецькими нацистами у Бабиному яру (офіційна назва — Пам'ятник радянським громадянам та військовополоненим солдатам і офіцерам Радянської армії, розстріляним німецькими фашистами у Бабиному Яру). Відкритий 2 липня 1976 р. Автори — скульптори М. Лисенко, В. Сухенко, О. Вітрик, архітектори А. Ігнащенко, Л. Іванченко, В. Іванченков. Загальна висота монументу — 14 метрів.[66]
- Пам'ятник розстріляним євреям у вигляді менори.
- Дерев'яний хрест у пам'ять про 62 розстріляних членів ОУН, встановлений 21 лютого 1992 р.[67]. У 2016 році замінено на кам'яний[68].
- Пам'ятник розстріляним у Бабиному яру дітям.
- Пам'ятник жертвам нацизму біля перетину вулиць Дорогожицької та Оранжерейної, з символічним зображенням концтабору та написами «Пам'ять заради майбутнього» і «Світові, знівеченому нацизмом». Апостроф у слові «Пам'ять» зроблено у вигляді латинської літери «u» («українці») зі штампом «Ost» («остарбайтери»). Встановлений у 2005 р.
- Пам'ятник жертвам Куренівської трагедії 1961 року.
- Пам'ятник підпільниці, Герою України Тані Маркус на розі вулиць Дорогожицької та Олени Теліги.
- Монумент «Ромська Кибитка». Відкритий у вересні 2016.[69].
- Пам'ятник Олені Телізі на розі вулиць Олени Теліги і Юрія Іллєнка. Відкрито 25 лютого 2017 року[70].

### Бабин Яр у Міжнародному реєстрі Програми ЮНЕСКО «Пам’ять світу»
У вересні 2023 року до Міжнародного реєстру Програми ЮНЕСКО «Пам’ять світу» внесена  «Документальна спадщина «Бабин Яр»,  до складу якої увійшли архівні фонди семи українських архівів, що зберігають оригінали документів про події Голокосту, серед яких:
- Центральний державний архів громадських об’єднань та україніки (чотири фонди - фонд 166 «Комісія Академії наук УРСР з історії Вітчизняної війни в Україні, м. Київ (1943—1950)», фонд 1 «Центральний комітет Комуністичної партії України (ЦК КПУ), м. Київ (1918–1991)», фонд 7 «Центральний комітет Ленінської комуністичної спілки молоді України (Молодь за демократичний соціалізм) (ЦК ЛКСМУ (МДС)), м. Київ (1919—1991)» і фонд 62 «Український штаб партизанського руху (УШПР) (1942—1944)», у яких зокрема перебувають на зберіганні такі документальні джерела інформації - листівка німецької окупаційної влади з оголошенням про обов’язковий збір усіх євреїв Києва та його околиць, розповіді безпосередніх учасників подій, яким пощастило врятуватися (Діна Пронічева, Олена Книш[71]) і киян, що в той час перебували у столиці (Микола Прахов), спогади колишніх в’язнів Сирецького концтабору, які 1943 року брали участь у спаленні тіл загиблих (Володимир Давидов, Володимир Кукля, Леонід Островський), довідка Українського штабу партизанського руху про розстріли євреїв), документи радянських органів влади, пов’язані з меморіалізацією місця трагедії (про спорудження пам’ятників жертвам нацистів у Києві, зокрема у Бабиному Яру; про несанкціонований мітинг у Бабиному Яру 1966 року за участю Віктора Некрасова, Івана Дзюби, Бориса Антоненка-Давидовича, Рафаїла Нахмановича, Едуарда Тимліна та інших відомих представників єврейської й української інтелігенції; фотографії монумента, встановленого в Бабиному Яру 1976 року), а також матеріали розслідування причин Куренівської катастрофи 13 березня 1961 року).[72],

- Центральний державний архів вищих органів влади та управління України (архівний фонд особового походження Ірини Хорошунової – художниці, журналістки, бібліотекарки, яка у період з 25 червня 1941 року по червень 1944 року писала щоденники, документуючи злочини нацистів у Бабиному Яру)[73],

- Державний архів Київської області (колекція документів про трагічні події вересня 1941 року, зокрема – список мешканців Петровського району, які були розстріляні в Бабиному Яру, до якого увійшло понад 2 тисячі прізвищ киян – дорослих, дітей, безіменних осіб [74].

### Вшанування Бабиного Яру у мистецтві
У 1945 році Дмитро Клебанов, український композитор і диригент єврейського походження, написав свою Симфонію № 1 («Бабин Яр»). Тематичний матеріал симфонії був пронизаний єврейськими мелодіями, а апофеозом став скорботно-траурний вокаліз, шо нагадує єврейську поминальну молитву Каддіш. Трагедії також присвячена Симфонія № 13 Дмитра Шостаковича.
Про Бабин Яр писали Віктор Некрасов, Євген Євтушенко, Єфрем Баух, Ілля Левітас та ін.
У 1980 році драматург Олександр Борщаговський написав п'єсу «Дамський кравець», у якій зображено життя киян єврейської національності напередодні розстрілу в Бабиному Яру. П'єса була екранізована у 1990 році (фільм «Дамський кравець», режисер-постановник Леонід Горовець).
Про Бабин Яр знято низку документальних фільмів, зокрема:
- «Бабин Яр. Уроки історії», 1981, «Укртелефільм»,  сценарист та режисер - Олександр Шлаїн, співавтор - Володимир Георгієнко;
- «Бабин Яр», 1989, «Укркінохроніка», режисер - Ізраїль Гольдштейн;
- «Бабин Яр. Правда про трагедію», 1991, «Укртелефільм», сценарист та режисер - Олександр Шлаїн, співавтор - Володимир Георгієнко);
- «Жінки з вулиці Бабин Яр», 1992,  «Укртелефільм»,  режисер - Володимир Георгієнко[76];
- «Бабин Яр у пошуках памяті...», 2017, продюсер - Віталій Нахманович, режисер та кінооператор – Володимир Чеппель[77];
- «Бабин яр. Контекст», 2021, сценарист та режисер Сергій Лозниця.